# Герцберг-ам-Гарц
Герцберг-ам-Гарц (нім. Herzberg am Harz) — місто в Німеччині, розташоване в землі Нижня Саксонія. Входить до складу району Геттінген.
Площа — 71,88 км2. Населення становить 12 723 ос. (станом на 31 грудня 2021).